# Камен Лазаров
Камен (Каме) Лазаров (Лазов), известен като Дворищки, и Църцорот, е български революционер, велешки войвода на Вътрешната македоно-одринска революционна организация.

## Биография
Лазаров е роден в 1871 година в Дворища, в Османската империя, днес Северна Македония. Камен Дворищки е един от най-будните дейци на ВМОРО преди и след Илинденско-Преображенското въстание. Преди Хуриета е легален деец, а след това става четник, а в 1910 година и войвода в Клепа. Според Георги Аврамов „той е един от първите ратници, който не позволи на сръбската пропаганда да навлезе в родната му Клепа“. През Балканската война Лазаров е четник при Дамян Мартинов и Сборна партизанска рота на МОО.Влиза в четата на Владимир Сланков през лятото на 1914 година.
Умира на 8 август 1914 година в сражение със сръбската потеря в околностите на село Скаченци.